# Feliz Natal
Feliz Natal – miasto i gmina w Brazylii, w stanie Mato Grosso.